# Корецький Віктор Борисович
Віктор Борисович Коре́цький (нар. 18 травня 1909, Київ — пом. 4 липня 1998, Москва) — радянський живописець, графік, плакатист, фотограф; член Спілки художників СРСР з 1960-х років.

## Біографія
Народився 5 [18] травня 1909 року у місті Києві (тепер Україна). У 1922—1929 роках навчався у Московській школі образотворчих мистецтв. У 1930-ті роки оформив кілька вистав для Реалістичного театру Миколи Охлопкова і для театру-студії Юрія Завадського. Співпрацював з московськими видавництвами, зокрема у 1939–1987 роках з «Рекламфільмом», з 1970 року в видавництвом «Планета» та з 1974 року з видавництвом «Плакат».
Помер в Москві 4 липня 1998 року. Похований в Москві на Ваганьковському кладовищі.

## Творчість
У 1920—1930-ті роки створив галерею портретів акторів (серія «Артисти»). З 1931 року почав працювати в галузі плаката. Художник поєднував фотографії з малюнком олівцем і гуашшю. За роки творчості створив біля 700 плакатів, в основному на політичні теми. Серед робіт:
- плакати
  - «Привіт Великому Союзу РСР!» (1937);
  - «Зустріч Червоної армії з населенням Західної України і Західної Білорусії» (1940; випущено як марку у 1968 році);
  - «Наші сили незліченні» (1941);
  - «Воїн Червоної армії, врятуй!» (1942);
  - «Не піти ворогу від розплати!» (1942);
  - «Смерть детоубийцам!» (1942);
  - «Боєць, спаси мене від рабства!» (1942);
  - «Німець їсть хліб наших дітей!» (1943);
  - «Бий так …» (1943, серія плакатів);
  - «Відновимо!» (1947);
  - «Мир переможе!» (1950);
  - «Хочеш бути таким — тренуйся!» (1951);
  - «Базікало — знахідка для ворога» (1954);
  - «Безсмертя Леніна — в наших звершеннях» (1964);
  - «Люди, будьте пильні!» (1965);
  - «Будьте прокляті!» (1965);
  - «Країна робітників і селян штурмує зоряний океан!» (1966);
  - «Справа миру — в руках народів» (1973);
  - «Життя переможе!» (1973);
  - «Ні — фашизму» (1975);
  - «1905 рік» (1975);
  - «Кігтям смертей не віддамо дітей» (1977);
  - «За владу Рад!» (1978);
  - «Ні!» (1978);
  - «Близнюки по духу і крові» (1980);
  - «Перебудову не зупинити!» (1988);
  - «Співробітництво» (1989);
  - «Бій бюрократизму» (1989);
  - «Діалог» (1989);
  - «Мир» (1989);

- емблема Спартакіади народів СРСР (1956);

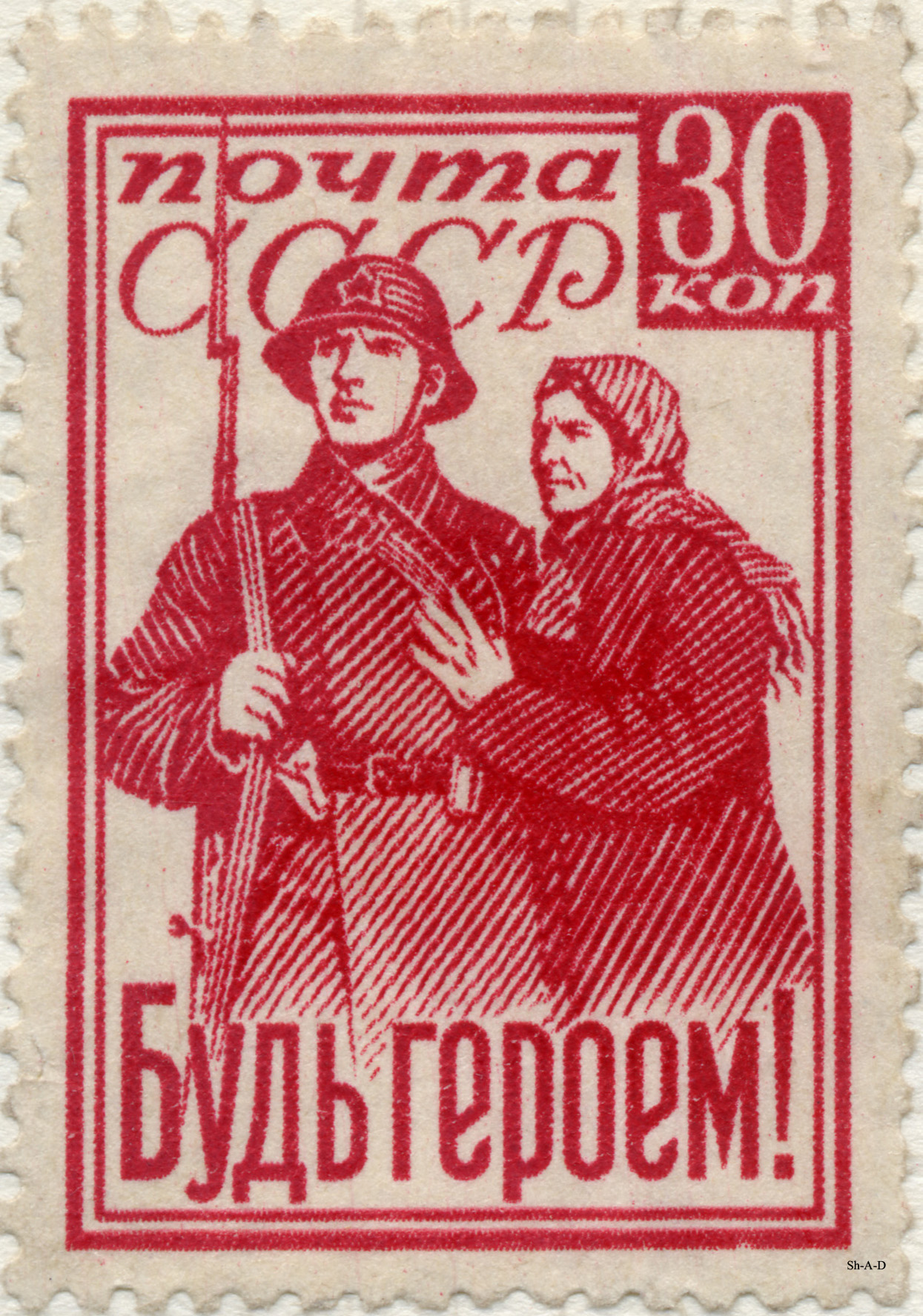
поштова марка «Будь героєм!»

- поштова марка «Будь героєм!» (1941);

- живопис
  - «Ю. Нікулін» (1963);
  - «Актриса» (1980);
  - «Онука» (1983);
  - «К. Казарян» (1986);
  - «Сонети В. Шекспіра» (1988);
  - «Естрадні актори Тульчині» (1988);
  - «Перед виходом» (1989);
  - «Сюрприз» (1989).

Брав участь у зональних, всеросійських, всесоюзних та міжнародних мистецьких виставках з 1932 року. Персональні відбулися у Москві у 1991 та 1998 роках і посмертні в 2011–2012 роках.
Плакати художника зберігаються в Російській державній бібліотеці, Центральному музеї збройних сил Росії, московській мерії, Державній публічній бібліотеці в Санкт-Петербурзі, Рибінському державному історико-архітектурному художньому музеї-заповіднику, Одеському художньому музеї, Дрезденській картинній галереї, багатьох приватних колекціях і галереях Росії, Німеччини, Парижа, Лондона, США та інших.
Автор книг:
- «Заметки плакатиста» (1958, Москва);
- «Товарищ плакат: Опыт, размышления» (1981, Москва).

## Відзнаки
- Перша премія на конкурсі, присвяченому 40-річчю революції (1946)[4];
- Дві Сталінські премії (1946, 1949);
- Вісім дипломів першого ступеня на Міжнародній виставці плаката у Відні (1948)[4];
- Заслужений художник РРФСР з 1964 року;
- Золота медаль «Борцю за мир» Радянського комітетуту захисту миру (1974).